# Lista de terreiros de candomblé em Ilhéus

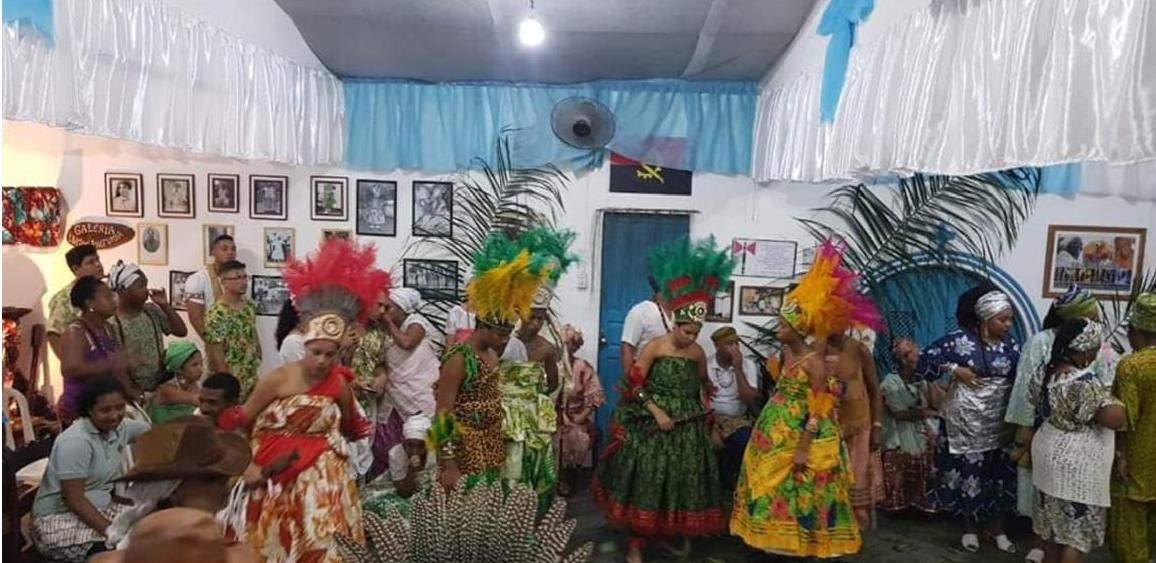
O Terreiro Matamba Tombenci Neto em festa para a reinauguração da cabana da Cabocla Jupira

Esta é uma lista de terreiros de candomblé em Ilhéus, município do estado brasileiro da Bahia. Ilhéus está situado no Sul da Bahia e a fundação da cidade remonta à doação pelo rei de Portugal João III em 1534 da então Capitania de São Jorge dos Ilhéus a Jorge de  Figueiredo Correia. Nesse momento, destaca-se o estabelecimento do Engenho de Santana pelo então sesmeiro Mem de Sá para produção canavieira a partir do trabalho de pessoas escravizadas e traficadas da África. Por muito tempo essas pessoas eram de civilizações bantas, enquanto as populações sudanesas (principalmente, iorubás e jejes) eram em menor número no Brasil, exceto pelo intervalo 1813-1851, em que houve o tráfico maciço de iorubás-nagôs para Salvador, capital da Bahia. A partir desse contexto se desenvolvem as manifestações culturais afro-brasileiras nessa parte do país, notadamente o candomblé e seus espaços de culto.
Por conta da dinâmica demográfica do século XIX, a matriz cultural iorubá predominou no candomblé de Salvador e do Recôncavo baiano, enquanto a maioria dos terreiros ilheenses se identifica com a nação angola, das civilizações bantas. Originalmente, outra diferença eram as características rurais em comparação aos terreiros mais citadinos soteropolitanos. Ao mesmo tempo, guardam ligação com aqueles terreiros, pois os grandes terreiros ilheenses com suas lideranças emergiram na década de 1940 por ocasião de migrações de mães e pais de santo, visitas para cumprir obrigações e extensões da família de santo desde Salvador para Ilhéus. Nessa década, o candomblé já era difundido na capital baiana e a prosperidade econômica em Ilhéus e no entorno em função do ciclo do cacau ultrapassou a estrutura açucareira do Recôncavo e reconfigurava a capital do estado.
Dentre os primeiros terreiros de Ilhéus estão o Ilê Asche Omi Azaritobossi Dewá (fundado em 1973 pela ialorixá Annaildes Moreira Tavares, do rito nagô), o terreiro de Dona Benzinha da Rodagem (localizado na Barreira, da nação jeje consagrado a Nanã Borocô, fundado antes de 1973, porém extinto por não haver sucessores), o Ilê Axé Ijexá Orixá Olufon (remonta ao Engenho de Santana e a uma ancestralidade por volta de 1829, de nação ijexá, transferido para o município vizinho de Itabuna), o Terreiro Matamba Tombenci Neto (localizado no alto da Conquista, fundado em 1885, de nação angola) e o Terreiro de Luando (fundado no começo da década de 1940 por Malungo Monaco, de nação angola).
Houve alguns esforços para catalogar os terreiros de Ilhéus, como também da região em que está inserido, o Sul da Bahia. O Núcleo de Estudos Afro-Baianos Regionais Kàwé (NAEB), da Universidade Estadual de Santa Cruz, conduziu um primeiro levantamento na década de 2000 e alcançou a visita de 32 terreiros em Ilhéus. Posteriormente, o projeto "Memória de Terreiros do Sul da Bahia" do Núcleo Kàwé cadastrou 77 terreiros, espalhados por 18 dos 40 bairros da zona urbana do município e por cinco dos seus dez distritos rurais. Antes disso, a Associação Nacional Cultural de Preservação do Patrimônio Bantu (ACBANTU) havia identificado a existência de 94 terreiros em Ilhéus. As diferenças entre as iniciativas de catalogação se dão pelas dinâmicas de funcionamento dos espaços de culto, que, em geral, ficam um ano fechados em caso de morte da liderança e estas podem não deixar sucessão (como o de Dona Benzinha) ou que ficam enfraquecidos, se não fecham, com a migração da mãe ou pai de santo para outro lugar.

## Tabela
A tabela abaixo lista os terreiros ilheenses com algumas outras informações pertinentes: imagem, data de fundação, nação de candomblé (quando houver especificação) e coordenadas geográficas em uma hiperligação leva a um mapa com a localização do terreiro no município de Ilhéus. Tais informações estão embasadas nos dados do projeto "Memória de Terreiros do Sul da Bahia" do Núcleo Kàwé.
| Imagem | Nome                                        | Data de fundação | Liderança                                  | Nação de Candomblé | Coordenadas                                               |
| ------ | ------------------------------------------- | ---------------- | ------------------------------------------ | ------------------ | --------------------------------------------------------- |
|        | Abacá de Iansã Laomirim Tombenci Neto       | 1986             | Maria José de Souza                        | Angola             | 14° 48′ 38″ S, 39° 03′ 44″ O                              |
|        | Abassá de Leuá Tombency Bisneto             |                  | Gilmar Marques dos Santos                  | Angola             | 14° 43′ 23″ S, 39° 07′ 07″ O                              |
|        | Abaça Iororim Ilê Obanijim                  | 1970             | Maria Lurdes Guimarães                     | Angola             | 14° 46′ 36″ S, 39° 03′ 29″ O                              |
|        | Acojidê de Xangô Agodô                      | 1982             | José Eduardo de Jesus Moreira              | Angola Keto        | 14° 45′ 08″ S, 39° 04′ 00″ O                              |
|        | Canjeré Calendé Caluje do Terreiro de Omolú | 1970             | Lenice Silva dos Santos                    | Angola             | 14° 47′ 48″ S, 39° 04′ 42″ O                              |
|        | Casa de Omolú                               | 1979             | Luzia Maria de Almeida                     | Angola Keto        | 14° 44′ 57″ S, 39° 04′ 01″ O                              |
|        | Centro Estrela da Manhã                     | 1974             | José Santana dos Santos                    |                    | 14° 51′ 49″ S, 39° 01′ 37″ O                              |
|        | Centro de Aldeia Reunida do Senhor Ogum     | 1966             | Maria Antonieta Menezes                    | Angola             | 14° 47′ 52″ S, 39° 11′ 57″ O                              |
|        | Centro de Oxossi Airá                       | 1965             | Antônia Ribeiro dos Santos                 | Angola             | 14° 47′ 10″ S, 39° 02′ 35″ O                              |
|        | Centro de Umbanda Ogum                      | 1986             | Maria José da Silva                        | Umbanda            | 14° 48′ 03″ S, 39° 02′ 40″ O                              |
|        | Centro de Umbanda Ogum Raio da Lua          | 1978             | Maria Domingas Freitas de Santos           | Umbanda            | 14° 46′ 59″ S, 39° 02′ 49″ O                              |
|        | Centro de Umbanda Terreiro de Ossain        | 1965             | Raimunda Carvalho de Oliveira              | Angola Umbanda     | 14° 49′ 07″ S, 39° 02′ 10″ O                              |
|        | Cosme e Damião                              | 1989             | Evanildo da Costa Bomfim                   | Umbanda            | 14° 47′ 46″ S, 39° 11′ 50″ O                              |
|        | Ilê Asche Omi Aziritobossi Dewá             | 1973             | Annaildes Moreira Tavares                  | Jêje Nagô          | 14° 45′ 15″ S, 39° 03′ 58″ O                              |
|        | Ilê Asche Omi Yá Gunté                      | 1993             | Tereza Cristina Araújo de Souza            | Candomblé Ketu     | 14° 47′ 52″ S, 39° 04′ 41″ O                              |
|        | Ilê Asché Angorô                            | 1976             | Anailton Andrade Santos                    | Angola             | 14° 48′ 03″ S, 39° 03′ 58″ O                              |
|        | Ilê Asé Ajagunã                             | 2005             | Marise Fileto de Barros                    | Alaketo            | 14° 44′ 50″ S, 39° 03′ 49″ O                              |
|        | Ilê Axé Aja Onam                            | 1957             | Valter Nascimento                          | Alaketo            | 14° 47′ 09″ S, 39° 03′ 22″ O                              |
|        | Ilê Axé Ballomi                             | 1946             | Antônio Santos Santana                     | Angola Umbanda     | 14° 44′ 07″ S, 39° 04′ 08″ O                              |
|        | Ilê Axé Dileuí                              | 1978             | Maria Angélica Mota dos Santos             | Angola             | 14° 49′ 06″ S, 39° 02′ 07″ O                              |
|        | Ilê Axé Ewá                                 | 2008             | José Anilton Conceição                     | Alaketo            | 14° 47′ 05″ S, 39° 02′ 57″ O                              |
|        | Ilê Axé Fidelimam Tombency Neto             | 1995             | Maria Helena Oliveira Santos               | Angola             | 14° 43′ 18″ S, 39° 04′ 16″ O                              |
|        | Ilê Axé Guaniá de Oiá                       | 1977             | Laura Maria da Silva                       | Angola             | 14° 48′ 48″ S, 39° 01′ 35″ O                              |
|        | Ilê Axé Iemanjá                             | 1996             | Edna Silva Farias                          | Angola             | 14° 43′ 18″ S, 39° 06′ 56″ O                              |
|        | Ilê Axé Iemanjá Ogunté                      | 1994             | Miraci dos Santos Bomfim                   | Angola             | 14° 48′ 14″ S, 39° 03′ 35″ O                              |
|        | Ilê Axé Logunedé                            | 1981             | Romualdo Silva dos Santos                  | Angola             | 14° 47′ 43″ S, 39° 03′ 06″ O                              |
|        | Ilê Axé Loi Loyá                            | 1970             | Maria Gessi Andrade Charmiti               | Angola             | 14° 47′ 11″ S, 39° 03′ 01″ O                              |
|        | Ilê Axé Odé Talossi                         | 1998             | Moysés Santos Barros                       | Candomblé Ketu     | 14° 43′ 12″ S, 39° 04′ 19″ O                              |
|        | Ilê Axé Ogum Oiá Omim                       | 1980             | Antônio José dos Santos Júnior             | Angola             | 14° 49′ 19″ S, 39° 02′ 16″ O                              |
|        | Ilê Axé Oiá Matamba                         | 1997             | Naildes Freitas dos Santos                 | Angola             | 14° 46′ 59″ S, 39° 03′ 18″ O                              |
|        | Ilê Axé Omim Ofan Tolomby                   | 2000             |                                            | Candomblé Ketu     | 14° 48′ 16″ S, 39° 03′ 38″ O                              |
|        | Ilê Axé Roxo Ballé Mafé                     | 2000             | Jenilton Bigi de Jesus Rodrigues           | Angola             | 14° 47′ 36″ S, 39° 03′ 03″ O                              |
|        | Ilê Axé de Iansã com Xangô                  | 1982             | Maria Nilza Duarte Silva                   | Angola Umbanda     | 14° 48′ 18″ S, 39° 03′ 46″ O                              |
|        | Ilê Axé de Iemanjá                          | 2004             | Vilma Alves Bonfim                         | Angola             | 14° 48′ 51″ S, 39° 01′ 45″ O                              |
|        | Ilê Axé de Luando                           | 1965             | Almerinda Faustina de Souza                | Angola             | 14° 48′ 38″ S, 39° 01′ 36″ O                              |
|        | Ilê Ialashe de Ominaci                      | 1975             | Miguel Borges de Souza                     | Candomblé Ketu     | 14° 47′ 57″ S, 39° 04′ 45″ O                              |
|        | Ilê Loke                                    | 1965             | Carlos Silva Bahia                         | Angola Keto        | 14° 49′ 50″ S, 39° 01′ 55″ O                              |
|        | Ilê Tateto Oxossi Tombenci Neto             | 1971             | Maria dos Anjos (Mutalê) Portugal de Souza | Angola             | 14° 47′ 49″ S, 39° 02′ 46″ O                              |
|        | Ilê da Oxum                                 | 1980             | Perolina Souza Silva                       | Angola             | 14° 48′ 04″ S, 39° 02′ 34″ O                              |
|        | Inkisse Tateto Omolú                        | 2002             | Adelson Mamedio dos Santos                 | Angola             | 14° 48′ 21″ S, 39° 03′ 50″ O                              |
|        | Kwe Ji Dan Jó                               | 2001             | Maria de Fátima Souza Oliveira             | Jêje Nagô          | 14° 45′ 10″ S, 39° 03′ 48″ O                              |
|        | Oiá Dilê Tombenci Neto                      | 1990             | Maria José Santos                          | Angola             | 14° 48′ 00″ S, 39° 02′ 58″ O                              |
|        | Olho Miró Filho de Ogum                     | 1991             |                                            | Angola             | 14° 48′ 04″ S, 39° 03′ 35″ O                              |
|        | Templo de Umbanda e Candomblé Pai Ogum      | 1993             | Marinez André dos Santos                   | Umbanda            | 14° 32′ 59″ S, 39° 19′ 49″ O                              |
|        | Tereiro de Umbanda Sultão das Matas         | 1952             | Carmozina Mota de Souza Santos             | Umbanda            | 14° 47′ 00″ S, 39° 03′ 02″ O                              |
|        | Terreiro Anvurá                             | 1990             | Josevaldo Silva                            | Angola-Congo       | 14° 49′ 42″ S, 39° 01′ 59″ O                              |
|        | Terreiro Arco Iris de Oxumaré               | 1998             | Raimundo Bispo Nunes                       | Angola             | 14° 50′ 13″ S, 39° 02′ 19″ O                              |
|        | Terreiro Caipó                              | 1970             | Maria José dos Santos                      | Angola             | 14° 43′ 08″ S, 39° 04′ 17″ O                              |
|        | Terreiro Ilê Axé Ogum                       | 1979             | Marivaldo de Souza                         | Angola             | 14° 50′ 28″ S, 39° 01′ 58″ O                              |
|        | Terreiro Ilê Axé do Cariri                  | 2005             | Valdeci da Silva                           | Umbanda            | 14° 47′ 07″ S, 39° 03′ 06″ O                              |
|        | Terreiro Matamba Tombenci Neto              | 1885             | Ilza Rodrigues                             | Angola             | 14° 47′ 37″ S, 39° 02′ 54″ O 14° 47′ 39″ S, 39° 02′ 58″ O |
|        | Terreiro Ogum                               | 1984             | Edmundo Ribeiro da Silva                   | Angola             | 14° 47′ 35″ S, 39° 11′ 42″ O                              |
|        | Terreiro Ogum Marinho                       | 1982             | Domingas Eduarda Vieira Barbosa            | Umbanda            | 14° 51′ 55″ S, 39° 01′ 40″ O                              |
|        | Terreiro Oxagrian                           | 1975             | Marisônia C. da Silva                      | Angola             | 14° 46′ 29″ S, 39° 03′ 30″ O                              |
|        | Terreiro Rainha das Águas                   | 1970             | Maria Alice de Jesus Silva                 | Angola             | 14° 47′ 07″ S, 39° 03′ 28″ O                              |
|        | Terreiro Rei dos Astros                     | 1985             | Adriano Batista Corrêa                     | Angola             | 14° 49′ 09″ S, 39° 02′ 19″ O                              |
|        | Terreiro de Assobouce                       | 1987             | Romilda Ferreira Ramos                     | Angola             | 14° 47′ 10″ S, 39° 03′ 15″ O                              |
|        | Terreiro de Cafungê                         | 1981             | João Francisco Santos Silva                | Angola             | 14° 48′ 24″ S, 39° 03′ 29″ O                              |
|        | Terreiro de Iansã                           | 2001             | Regina Novais da Silva                     | Candomblé Ketu     | 14° 48′ 17″ S, 39° 03′ 42″ O                              |
|        | Terreiro de Iemanjá                         | 1950             | Mãezinha de Basílio                        | Angola             | 14° 47′ 35″ S, 39° 03′ 37″ O                              |
|        | Terreiro de Ogum                            | 1982             | Maria da Conceição dos Santos Pereira      | Angola Keto        | 14° 47′ 18″ S, 39° 03′ 43″ O                              |
|        | Terreiro de Ogum Paedelê                    | 2006             | Mariana Evangelista de Souza               | Angola             | 14° 44′ 36″ S, 39° 04′ 06″ O                              |
|        | Terreiro de Ossanha                         | 1989             | Damiana F. Santos de Jesus                 | Angola             | 14° 47′ 53″ S, 39° 04′ 52″ O                              |
|        | Terreiro de Oxalá                           | 1945             | Wanderlina Andrade Bonfim                  | Angola Keto        | 14° 48′ 03″ S, 39° 02′ 37″ O                              |
|        | Terreiro de Oxalá Aja Onam Filho            | 1989             | Pedro Gustavo Nascimento Filho             | Alaketo            | 14° 47′ 05″ S, 39° 03′ 14″ O                              |
|        | Terreiro de Oxossi e Oxum                   | 1992             | Vitória de Araújo Santos                   | Angola             | 14° 29′ 19″ S, 39° 02′ 56″ O                              |
|        | Terreiro de Oxum (ex-Terreiro de Odé)       | 1990             | Telma Sueli da Cruz                        | Angola             | 14° 47′ 30″ S, 39° 03′ 15″ O                              |
|        | Terreiro de Senhor Ogum                     | 2001             | Reinaldo Alves da Silva                    |                    |                                                           |
|        | Terreiro de Umbanda Esperança               | 1994             | Maria Lúcia Silva Amorim                   | Umbanda            | 14° 47′ 08″ S, 39° 03′ 01″ O                              |
|        | Terreiro de Umbanda Matin Quimbanda         | 1976             | José Ramos de Melo                         | Umbanda            | 14° 49′ 42″ S, 39° 01′ 55″ O                              |
|        | Terreiro de Xangô                           | 2000             | Edna Maria Pereira dos Santos              | Candomblé Ketu     | 14° 44′ 58″ S, 39° 04′ 02″ O                              |
|        | Terreiro do Boiadeiro                       | 2004             | Jean Nascimento Pereira                    | Umbanda            | 14° 47′ 02″ S, 39° 03′ 12″ O                              |
|        | Terreiro do Cacique Jaguaré                 | 1980             | Joselina Almeida Santos                    | Angola Umbanda     | 14° 50′ 18″ S, 39° 02′ 03″ O                              |
|        | Terreiros de Iansã                          | 2000             | Edina Barros                               | Umbanda            | 14° 45′ 59″ S, 39° 03′ 34″ O                              |
|        | Tombenci Bisneto                            | 1995             | Nelzira Pacheco dos Santos                 | Angola             | 14° 47′ 46″ S, 39° 02′ 47″ O                              |
|        | Unzó de Nkisse Ayalakaribô Tombenci Bisneto | 1990             | Gilmar Costa Nascimento                    | Angola             | 14° 48′ 16″ S, 39° 03′ 33″ O                              |
|        | Unzó de Nkisse Tombeci Neto                 | 1978             | Maria Anildes Pereira dos Santos           | Angola             | 14° 46′ 46″ S, 39° 03′ 27″ O                              |

∑ 77 items.